# Capella de Sant Onofre (Horta de Sant Joan)
La Capella de Sant Onofre és un edifici religiós del municipi d'Horta de Sant Joan (Terra Alta) inclosa en l'Inventari del Patrimoni Arquitectònic de Catalunya.

## Descripció
La capella és de planta rectangular amb murs d'aparell de pedra, de carreus força grans i ben tallats a la façana principal i als angles dels murs i de mida petita i irregulars a la resta dels murs.
La façana principal té la porta d'entrada d'arc de mig punt adovellat, tot i que no conserva els batents per a tancar-hi l'accés. Les façanes laterals tenen sengles finestres de petites dimensions. L'interior no té cap element ornamental.

## Història
Vers el 1998 fou rehabilitada i es va construir de nou la coberta, amb dues vessants i amb teula àrab, i es van consolidar els elements estructurals, tot rejuntant tant els carreus grans com els petits. Les obres de rehabilitació foren finançades pel Pla "FEDER" de la CEE.
Aquesta capella és utilitzada pels religiosos del convent de Sant Salvador d'Horta.